# Raoul Marie Donop
Raoul Marie Donop  (né le 28 janvier 1841 à Paris, mort le 27 janvier 1910 à Cannes) est un général français sous la IIIe République.

## Biographie
Raoul est fils d'un intendant militaire et petit fils du général Donop, tué à Waterloo. Il s'engage à l'école spéciale militaire de Saint-Cyr en 1859. Il sort sous-lieutenant avec la promotion de Nice et de Savoie en 1861. Il fait l'école d'État-Major en 1862 et 1863. Nommé lieutenant en 1863. Il effectue des stages aux 4e de Lanciers, 1er hussards, 13e et 19e régiment d'artillerie. En Algérie, il est engagé dans les colonnes du Sud qui combattent les insurrections de 1864 et 1866.
Il est promu capitaine en 1868. Durant la guerre contre l'Allemagne, il est aide de camp du général Lallemand. Il rejoint la cavalerie du 7e corps d'armée de l'armée du Rhin. Il est fait prisonnier de guerre à Sedan. Libéré en mars 1871, il rejoint l'Algérie pour la campagne de Kabylie avec le général Lallemand. Il est créé chevalier de la Légion d'honneur en 1871 et suit Lallemand au 1er corps d'armée.
Il opte pour l'arme de la cavalerie et en mai 1875, est nommé capitaine commandant au 3e régiment de hussards à Sétif. En novembre 1877, il est promu major au 8e régiment de hussards à Lyon.
Il est détaché en 1880 au ministère de la guerre, où il officie comme secrétaire du comité d'état major et secrétaire adjoint du comité de cavalerie. Deux ans plus tard, il est promu lieutenant-colonel et devient secrétaire du comité de cavalerie, sous présidence du général de Galliffet. En 1884, il effectue des missions militaires (Suède et Allemagne).
En 1886, il devient colonel commandant le 4e régiment de chasseurs et le 21 juillet 1887 directeur de la cavalerie au ministère de la guerre, où il met en place la Loi de 1887 créant treize nouveaux régiments de cavalerie. En 1891, il prend le commandement du 6e dragons. Il est promu général de brigade le 9 avril 1892.
Il est nommé général de division le 19 octobre 1897 et inspecteur du 2e arrondissement de Cavalerie (Le Mans). En 1898, il commande la 5e division de cavalerie et devient membre du comité de cavalerie. Après, il est nommé au commandement du 10e corps d'armée, puis Président du comité de cavalerie, où il fait créer les divisions lourdes. Il est créé commandeur de la Légion d'honneur en 1901.
Encore en 1901, il dirige les manœuvres de Champagne et est désigné commandant du corps de cavalerie lors de la visite de l'Empereur de Russie. En 1902, il quitte le 10e corps d'armée pour intégrer le conseil supérieur de la guerre jusqu'en 1905. Inspecteur d'armée, il commande une armée aux manœuvres du Poitou. Il est créé grand officier de la Légion d'honneur en 1904.
Donop est versé à la réserve en 1906 ; il meurt en 1910. Il aura été un prolifique auteur d’études de doctrine militaire. Il a accompli en compagnie du duc d’Orléans, un voyage d’étude sur les principaux champs de bataille en Europe.

## Distinctions
- Grand officier de la Légion d'honneur (décret du 12 juillet 1904)

## Généalogie
- Il est le petit-fils du général Frédéric Guillaume de Donop (1773-1815), mort à Waterloo ;
- Il est le fils de Claude Frédéric Donop (1796-1865), intendant général et de Ambroisine Pigalle (1809-1854) ;

## Œuvres
- Général Donop. L'Armée française en 1870, Paris, Éd. la Gazette de France, 22 p.
- Lettres sur l'Algérie, 1907-1908, 340 p., Note parue dans la Gazette de France, Paris, Éd. Plon-Nourrit et Cie , 1908
- Un voyage d'études militaires du duc d'Orléans, 1809-1908. Avec une lettre de Mgr le duc d'Orléans, 325 p., Paris, Éd. Nouvelle Librairie nationale , 1909
- Commandement et obéissance. 2e édition, 103 p., Paris, Éd. Nouvelle Librairie nationale , 1909
- Lettres d'un vieux cavalier, 103 p., Note extraite de la Revue de cavalerie, Paris, Éd. Berger-Levrault , 1906
- Reconnaissance du groupe mobile de Berguent (Sud-Oranais), du 23 au 30 janvier 1906, extraits et analyse des rapports du général Lyautey et du commandant Pein, avec une préface et des notes du général Donop, 30 p., Note extraite de la Revue de cavalerie, mars 1906, Paris, Éd. Berger-Levrault , 1906
- Le rôle social de l'officier, 43 p., Note dans Comité de défense et de progrès social, extraite de la Réforme sociale, 1908, réunion de la Société d'économie sociale et des Unions de la paix sociale, Paris, Éd. Comité de défense et de progrès social , 1908
- Six journées au camp de Châlons (1899). , 90 p., Paris, Éd. Berger-Levrault , 1900
- Reconnaissance du groupe mobile de Berguent (Sud-Oranais), du 23 au 30 janvier 1906 / Extraits et analyse des rapports du général Lyautey et du commandant Pein, préface et notes du général Donop, Paris, Berger-Levrault , 1906
- Chansons d'Avril : notes sur l'équitation militaire, Blacque Belair, préface du général Donop, Saumur, Maison Milon , 1906

## Sources
- Military photos
- Fiche sur généanet